# Свободные мастерские (Москва)
Школа современного искусства «Свободные мастерские» — образовательный центр при Московском музее современного искусства, созданный для молодых художников и кураторов, интересующихся и работающих в области актуального искусства.

## История

Школа была основана в 1992 году группой художников и искусствоведов. Среди них такие бесспорные авторитеты как художники Александр Пономарёв, Владимир Куприянов, Владимир Наседкин, профессора МГУ Вера Дажина и Валерий Турчин.

## Учебные программы
Руководителем Школы является Дарья Камышникова. В школе преподают А. Г. Великанов, Юрий Шабельников, Лиза Морозова, Кирилл Преображенский, Роман Минаев, другие деятели искусств.
Обучение ведётся на двух отделениях: «Новейшее искусство» (для начинающих художников) и «Кураторство проектов актуального искусства» (для начинающих кураторов). Программа обучения рассчитана на один академический год и состоит из теоретических и практических курсов.
Помимо основных программ в Школе существуют так называемые «Открытые программы»:
- Программа «Из первых рук» — мастер-классы с современными художниками (в Школе проходили встречи с Владиславом Ефимовым, Ольгой Шишко, Владимиром Дубосарским, Ольгой Тобрелутс, AES+F, Георгием Пузенковым, Юрием Альбертом и другими);
- Авторский курс фотографии Леонида Дмитриевича Курского;
- Резидентская программа (совместно с Государственным центром современного искусства), в рамках которой зарубежные кураторы и художники рассказывали о художественной ситуации в своих странах (Асе Ловгрен (Норвегия), Олег Карпов (Узбекистан), Александр Соловьев (Украина), Юлия Сорокина (Казахстан)).

## Выставочная деятельность
Каждый год в Московском музее современного искусства проходит выставка «Мастерская», в которой участвуют студенты и выпускники Школы.
Выставки последних лет:
- «Мастерская’2012. Отвергнутая действительность», кураторы Д. Камышникова и Ю. Ширина, место проведения — ArtPlay
- «Мастерская’2013. Изучение изысканий», куратор — Д. Камышникова, место проведения — Московский музей современного искусства
- «Мастерская’2014. Пределы осязания», куратор — Д. Камышникова, место проведения — Московский музей современного искусства

В рамках программы «Дебют» проходят персональные выставки молодых художников.